# خدر (علم النبات)
الخِدْر (جمع: خدور أو أخدار) أو الغُرَيْفَة (باللاتينية: locule) تجويفٌ صغيرٌ أو جزء داخل عضو أو جزء من كائن حي (حيوان أو نبات أو فطر).
يشير المصطلح خدر عادةً في النباتات المزهرة أو كاسيات البذور إلى غريفة داخل المبيض (المتاع أو كربلة) من الزهرة والثمرة تتكون فيه البذرة وتستقر. يمكن تصنيف الثمار اعتمادًا على عدد الخدور في المبيض إلى أحادية الخدر أو ثنائية الخدر أو ثلاثية أو متعددة الخدور. قد يكون عدد المواقع الموجودة في المتاع مساويًا أو أقل من عدد الكربلات. تحتوي الخدور على البويضات النباتية أو البذور.

قد يشير المصطلح أيضًا إلى الغرف الموجودة داخل السدات التي تحتوي على حبوب اللقاح. أما في الفطريات الزقية فتكون الخدور غريفات داخل الغشي تتطور فيها الثمرة الزقية.

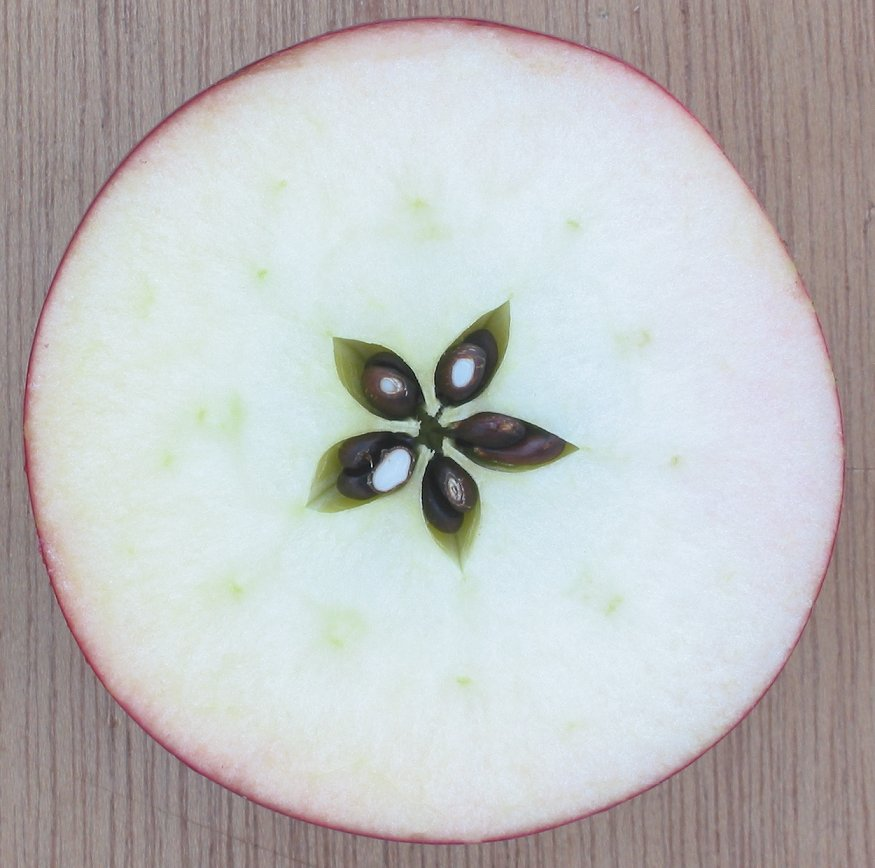
مقطع عرضي في تفاحة يظهر خدور البذور